# Festival dell'innovazione e della scienza
Il Festival dell'Innovazione e della Scienza di Settimo Torinese è un evento annuale dedicato alla promozione dell'innovazione, della scienza e della tecnologia nella città di Settimo Torinese, in Piemonte, Italia.
È una manifestazione che propone laboratori, incontri, tavole rotonde, mostre e installazioni per approfondire e divulgare temi scientifici.
Il Festival dell'Innovazione e della Scienza si tiene principalmente presso la Biblioteca Archimede di Settimo Torinese e solitamente ha luogo durante il mese di ottobre di ogni anno, per circa una settimana, dal 2013.

## Storia
Il Festival è realizzato dal Comune di Settimo Torinese attraverso la Fondazione Esperienze di Cultura Metropolitana, l'ente che svolge attività di promozione ed organizzazione di eventi culturali nelle strutture culturali cittadine che essa gestisce, tra cui la Biblioteca Archimede, location principale degli eventi, e l'Ecomuseo del Freidano. Contribuiscono alla sua realizzazione enti pubblici, fondazioni bancarie e sponsor privati.

### Obiettivi
Il Festival dell'Innovazione e della Scienza è stato fondato nel 2013 con gli obiettivi di:
- Promuovere la consapevolezza dell'importanza dell'innovazione e della scienza nella società moderna.
- Creare un ponte tra il mondo accademico e l'industria.
- Ispirare giovani menti a perseguire carriere scientifiche e tecnologiche[5][6].

### Attività
Il Festival dell'Innovazione e della Scienza presenta attività tra cui:
- Conferenze e panel di discussione con esperti dei temi di ogni edizione[7];
- Laboratori rivolti al pubblico di tutte le età[8];
- Laboratori e attività didattiche dedicate alle scuole[1];
- Mostre, dimostrazioni e installazioni scientifiche e tecnologiche[9];
- Spettacoli di intrattenimento teatrale e musicale a tema scientifico e tecnologico[10];
- Presentazioni di innovazioni locali[11].

In occasione di questo evento si realizzano collaborazioni con enti e associazioni del territorio nazionale che si occupano principalmente di divulgazione scientifica, per la realizzazione di laboratori e attività didattiche per le scuole.

## Edizioni
Elenco delle edizioni:
| anno | date                     | edizione numero | titolo dell'edizione                      | tema                                    |
| 2013 | 28 ottobre - 10 novembre | 1               | Festival dell'Innovazione e della Scienza | edizione pilota - Innovazione e Scienza |
| 2014 | 13 ottobre - 19 ottobre  | 2               | Tutto lo spazio che c'è                   | Spazio                                  |
| 2015 | 19 ottobre - 25 ottobre  | 3               | Luce alle idee                            | Luce                                    |
| 2016 | 15 ottobre - 23 ottobre  | 4               | Noi Robot                                 | Robotica                                |
| 2017 | 15 ottobre - 22 ottobre  | 5               | Ora di Chimica                            | Chimica                                 |
| 2018 | 14 ottobre - 21 ottobre  | 6               | Pensa alla salute                         | Salute                                  |
| 2019 | 12 ottobre - 19 ottobre  | 7               | Tempo al tempo                            | Tempo                                   |
| 2020 | 10 ottobre - 17 ottobre  | 8               | Stranamente                               | Cervello                                |
| 2021 | 9 ottobre - 16 ottobre   | 9               | Ci vuole il fisico                        | Fisica                                  |
| 2022 | 9 ottobre - 16 ottobre   | 10              | N01                                       | Digitale                                |
| 2023 | 8 ottobre - 15 ottobre   | 11              | Contatti - Linguaggi che uniscono         | Linguaggi                               |
| 2024 | 6 ottobre - 14 ottobre   | 12              | Frontiere - Oltre limiti e confini        | Frontiere                               |

### Temi Principali
Ogni edizione del Festival dell'Innovazione e della Scienza è legata ad un tema specifico che riguarda un soggetto o una disciplina scientifica o umanistica che si lega al mondo delle scienze, di cui vengono raccontati i risvolti innovativi nell'ambito di ricerca, del lavoro e delle notizie di attualità.
Il legame con un tema pone l'obiettivo di far riflettere sulle sfide e le opportunità attuali nella scienza e nell'innovazione.
Alcuni dei temi trattati includono:
- Spazio;
- Luce;
- Robotica;
- Chimica;
- Salute;
- Tempo;
- Cervello;
- Fisica;
- Digitale;
- Linguaggi;
- Frontiere.

### Relatori Illustri
Ogni edizione del festival ha ospitato una serie di relatori illustri provenienti da diverse discipline scientifiche e dal mondo dello spettacolo.
Alcuni dei relatori noti che hanno partecipato al festival includono:
- Fabrizio Acanfora;
- Valerio Aprea;
- Stefano Baldini;
- Fabio Balsamo dei The Jackal;
- Alessandro Barbero;
- Marco Bianchi;
- Silvia Boccardi;
- Dario Bressanini;
- Mauro Berruto;
- Stefano Bartezzaghi;
- Tania Cagnotto;
- Antonio Calabrò;
- Fabio Caressa;
- Andrea Colamedici e Maura Gancitano di TLON;
- Annalisa Corrado;
- Furio Corsetti e Giorgio Daviddi del Trio Medusa;
- Ivan Capelli;
- Eugenio Cesaro degli Eugenio in Via Di Gioia;
- Edoardo Camurri;
- Chimicazza;
- Laura Curino;
- Sara D'Amario;
- Serena Dandini;
- Juan Carlos De Martin;
- Federico Faggin;
- Adrian Fartade;
- Giancarlo Fisichella;
- Marc Genè;
- Vera Gheno;
- Joel Gibbard;
- Serena Giacomin;
- Andrea Giuliacci;
- Giorgio Gori;
- Alberto Grandi;
- Irene Grandi;
- Margherita Granbassi;
- Gabriella Greison;
- Neil Harbisson;
- Luca Iaccarino;
- Nicola Lagioia;
- Germano Lanzoni;
- Giorgio Li Calzi;
- Valerio Lundini;
- Makkox;
- Claudio Marchisio;
- Andrea Moccia di Geopop;
- Pietro Morello;
- N.A.I.P.;
- Stefano Nazzi;
- Piergiorgio Odifreddi;
- David Orban;
- Giorgio Parisi;
- Luca Parmitano;
- Benedetta Parodi;
- Pif;
- Massimo Polidoro;
- Pop X;
- Cristina Pozzi;
- Lorenzo Pregliasco;
- Rancore;
- Cecilia Sala;
- Roberto Saviano;
- Charles Spence;
- Virginia Stagni;
- Il Terzo Segreto di Satira;
- Enrica Tesio;
- Antonella Viola;

## Luoghi
Gli eventi del Festival dell’Innovazione e della Scienza si svolgono per la maggior parte sul territorio del comune di Settimo Torinese nelle strutture di proprietà o gestite del Comune e della Fondazione ECM.
Luoghi in cui si sono svolti eventi nell’ambito del Festival:
- Biblioteca Archimede;
- Ecomuseo del Freidano;
- Suoneria, sede del Teatro Garybaldi e del Combo Club;
- Piazza della Libertà, sede del Comune di Settimo Torinese;
- Palazzina Ex Siva[17], sede del Museo Della Chimica.[18]

A questi spazi si aggiungono alcuni comuni dell'area metropolitana di Torino che hanno preso parte al programma di eventi coordinati con il Festival dell’Innovazione e della Scienza nelle varie edizioni.
Comuni e anni delle edizioni a cui hanno partecipato al Festival:
Avigliana - edizioni: 2020, 2021, 2024;
Borgaro Torinese - edizione: 2015;
Brandizzo - 2024;
Caselle Torinese - edizioni: 2015, 2016, 2018;
Castiglione Torinese - edizioni: 2015, 2016, 2017, 2018, 2020, 2021,2022, 2023, 2024;
Chieri - edizioni : 2020, 2021, 2022, 2023, 2024;
Collegno - edizioni: 2016, 2017, 2018,2019, 2020, 2021, 2022, 2023, 2024;
Gassino Torinese - edizione: 2015;
Grugliasco - edizioni: 2016, 2017, 2018, 2019, 2020, 2022;
Leini - edizione: 2018;
Mappano - edizione: 2015;
Moncalieri - edizione: 2016, 2017, 2018, 2019, 2020, 2021, 2022, 2023, 2024;
Nichelino - edizioni: 2018, 2019, 2020, 2021, 2022, 2023, 2024;
Pino Torinese - edizione: 2019;
Rivoli - edizioni: 2016, 2017, 2018, 2019, 2020, 2021, 2022, 2024;
San Mauro Torinese - edizioni: 2018, 2019, 2020, 2021, 2022, 2023, 2024;
Torino - edizioni: 2018, 2023;
Venaria Reale - edizioni: 2021, 2022, 2023, 2024.

## Logo del Festival
Il logo del Festival dell'Innovazione e della Scienza rappresenta una mongolfiera che è anche una lampadina, come si può osservare dalla parte inferiore del logotipo.